# Савчук Михайло Михайлович
Савчук Михайло Михайлович — майор Національної гвардії України, учасник російсько-української війни. Командир бойової групи групи розвідки спеціального призначення ОЗСП "Азов". Загинув у ході російського вторгнення в Україну в 2022 році під час оборони м. Маріуполь.

## Життєпис
Народився 13 вересня 1989 року в місті Костянтинівка, Донецької області. Його мати Савчук Олена Петрівна - інженер, батько Савчук Михайло Миколайович - юрист. Михайло ріс в сім'ї молодшим у любові та злагоді, мав старшу сестру - (Савчук) Бєлозьорова Олена Михайлівна. Навчання йому давалося легко, ще й добре грав у футбол. Його бабуся Голубіна Марія Іванівна і дідусь Голубін Петро Миколайович були учасниками Другої Світової війни, офіцери. Дідусь мав ордени "Червоної зірки" (2) і   "Червоного прапора" та інші. Тому він зростав на спогадах про війну, героїзм. І знав , що таке Батьківщина, і як її треба любити, знав, що таке сім'я і як її треба захищати. 
Закінчив школу і вступив до Краматорської економічної академії. Після закінчення академії пішов працювати до банку, а потім служити до війська . 
Після строкової служби пішов вчитися до Донецького національного університету імені Василя Стуса у Вінниці, отримав вищу юридичну освіту, пройшов відбірний конкурс до спецназу і пішов туди працювати.
З початку війни в 2014 році — доброволець в батальйоні "Золоті ворота". З жовтня 2015 — у національній гвардії, ОЗСП "Азов".
Був неодноразово нагороджений медалями, орденами, іменною зброєю. 
Восени 2021р. отримав позачергове звання майора і цим дуже пишався, бо дідусь і батько теж були майорами.

## Сімейний стан
У 2017 році одружився. У 2019 р. народилася донечка Ярослава. Він любив свою родину, але понад усе свою маленьку донечку, якій присвячував весь свій вільний час.

## Обставини загибелі
Його життя обірвалося 08.03.2022р. під час оборони м. Маріуполь. Він віддав його за вільну Україну, за рідну родину.

## Нагороди
- відзнака «Козацький хрест».
- орден «За мужність» III ступеня (2020) - за особисту мужність, виявлену у захисті державного суверенітету і територіальної цілісності України, зразкове виконання військового обов’язку та високий професіоналізм.
- орден Богдана Хмельницького III ступеня (2022, посмертно) — за особисту мужність і самовіддані дії, виявлені у захисті державного суверенітету та територіальної цілісності України, вірність військовій присязі.